# Абдуллах Авджъ
Абдуллах Авджъ (на турски: Abdullah Avci) е бивш турски футболист и настоящ старши треньор на Трабзонспор. Ръководил е и националния отбор на Турция.

## Кариера

### Кариера като футболист
Кариерата му на футболист преминава през няколко малки истанбулски отбора.

### Кариера като треньор
Между 2002 и 2005 г. тренира дублиращите отбори на Истанбулспор и Галатасарай. През 2005 г. е назначен за селекционер на юношеския национален отбор до 17 години, с който година по-късно става европейски шампион. В лятото на 2006 г. поема Истанбул ББ, чийто тим извежда до финал за Купата на Турция през сезон 2010/11. През есента на 2011 г. заменя Гуус Хидинк на поста на национален селекционер, но две години по-късно е уволнен поради слаби резултати. През май 2014 г. се завръща начело на Истанбул Башакшехир.В момента е треньор на Трабзонспор който прави след 38 години шампион за сезона 2021-2022

## Успехи

### Като футболист
Истанбулспор
- Шампион на Втора турска дивизия (1): 1991/92

 Нишанташъспор
- Шампион на Втора турска дивизия (1): 1995/96

### Като треньор
Турция до 17 г.
- Европейски шампион (1): 2006

 Истанбул Башакшехир
- Вицешампион на Турция (1): 2016/17
- Финалист за Купата на Турция (2): 2010/11, 2016/17

 Трабзонспор
- Шампион на Турция (1): 2021/22
- Носител на Купата на Турция (1): 2020/21
- Носител на Суперкупата на Турция (2): 2020, 2022